# Общество старых большевиков
Общество старых большевиков при Истпарте (ОСБ) — организация в СССР для ветеранов партии большевиков. ЦК РКП(б) создал Общество старых большевиков 13 февраля 1922 года. С начала работы организации среди членов не было единства в понимании целей общества: одни ветераны выступали за активное участие в политике, другим было достаточно изучать историю партии и помогать друг другу. К концу 1920-х годов организация лишилась политических амбиций — общество сосредоточилось на бытовых проблемах членов и пропаганде «великого перелома». С 1931 года — Всесоюзное общество старых большевиков при Институте Маркса — Энгельса — Ленина. По указу руководства ВКП(б) организация самоликвидировалась 16 мая 1935 года.

## Членство и структура
Вступить в ОСБ могли большевики с непрерывным партийным стажем не менее 18 лет к 1922 году. В биографии членов не могло быть места предательству идеологии партии. Позже условия членства стали мягче. Некоторые ветераны возмущались, когда в ОСБ принимали большевиков, вступивших в партию после 1917 года. В 1922 году в ОСБ вступили 64 большевика. К 1934 году организация разрослась до 2 тыс. членов.
Члены общества получали персональные пенсии и дачи, отдыхали в спецсанаториях. Их дети и внуки получали путёвки в детские спецлагеря, имели наравне с рабочими преимущества при поступлении в вузы.
В 1922—1931 годах ОСБ управляло бюро. С 1931 года до роспуска организации в 1935 году ОСБ руководили центральный совет и избранный им из своего состава президиум. Помимо руководящих органов в ОСБ была должность председателя. За 13 лет истории организации её занимали Михаил Ольминский (1922—1931) и Емельян Ярославский (1931—1935).
ОСБ открывало филиалы и отделения в областях, краях, республиках и больших городах. В центральном аппарате общества работали сектора:
- культурно-пропагандистский;
- агитационно-массовый;
- организационно-плановый;
- местных отделений;
- литературно-издательский;
- технический;
- бытовой.

У ОСБ было собственное издательство «Старый большевик» с типографией.

## Создание
ЦК РКП(б) создал ОСБ 13 февраля 1922 года при Комиссии по истории Октябрьской революции и Коммунистической партии (Истпарте). Организация — идея группы партийных ветеранов. Среди них были Пантелеймон Лепешинский, Александр Стопани, Сергей Малышев, Владимир Невский, Фридрих Ленгник и Сергей Мицкевич. Ветеранское сообщество с тревогой встретило начало НЭПа из-за возможной угрозы возрождения капитализма. Ветераны хотели обсуждать политические проблемы и влиять на их решение, но резолюция «О единстве партии» препятствовала дискуссиям. С помощью организации они планировали обойти партийные преграды. Чтобы придать обществу авторитет, его идейные лидеры включили в список членов главных большевиков: Владимира Ленина, Льва Троцкого, Иосифа Сталина, Николая Бухарина, Григория Зиновьева, Авеля Енукидзе и Емельяна Ярославского. Впоследствии только Ярославский активно работал в организации.
Идея объединить ветеранов партии в одной организации понравилась Ленину. По его мнению, обществу следовало поддерживать единство партии и заботиться о членах. Но принять участие в его работе Ленин не смог — помешали болезнь и занятость. Поиск цели общества перешёл в руки его членов. Но среди них не было единства о предназначении ОСБ.
Меньшинство хотело политического влияния. Звучало предложение, чтобы организация и ЦК партии вместе вели кадровую политику в государстве. Но большей части членов власть была неинтересна. На учредительном заседании 28 января 1922 года Виктор Ногин сказал, что обществу «достаточен клуб при Истпарте, желательно — со столовой». Спор двух сторон прервал участвовавший в заседании Сталин. Он поручил обществу заботиться о своих членах и помогать Истпарту. По его предложению ОСБ должна была содержать партия. Слова Сталина стали основой устава организации. В документ добавили пункты о тесном общении между ветеранами и влиянии на молодёжь. Из прежнего проекта устава убрали положение о поддержке партии «в деле укрепления или, в случае надобности, выпрямления партийной линии».

## Отход от политики
Часть членов продолжила стремиться к участию общества в политической жизни. В ОСБ дискутировали на текущие политические темы. Благодаря старым большевикам появились Международная организация помощи революции.
Со смертью Ленина большинство членов ОСБ ещё больше увлеклось историей партии и помощью товарищам. Во второй половине 1920-х партийные лидеры чаще отказывались зачитывать членам общества доклады. ОСБ перестало получать протоколы пленумов Политбюро и ЦК. Ветераны чувствовали обиду. По словам одного из членов, ОСБ превращалось в «общество бутербродников». Популярность общества упала: гораздо меньше людей приходили на собрания, а многие бывалые революционеры не хотели вступать в ОСБ, видели в нём организацию инвалидов. В 1929 году на общем собрании секретарь бюро Николай Немцов рассказывал:
Телефон трещит целый день из-за мелких, пустяковых интересов — о билетах, об оплате квартиры и т. д.
Но общество оставалось площадкой критики власти. На собрании в 1928 году Павел Мостовенко заявил, что равнодушие крестьянства к интересам страны привело к кризису в хлебозаготовках, а государство проблему решило. Собравшиеся обвинили в кризисе чиновников, некоторые посчитали, что власти подкупили Мостовенко. Тот пошёл на попятную:
Вина основная тех, кому много дано, начиная с ЦК и Политбюро… И ЦК, и Политбюро должны нести наибольшую ответственность
Встревоженный критикой государства секретарь собрания Кирилл Злинченко призвал людей остановиться, но его осмеяли.
Во внутрипартийной борьбе ОСБ призывало противостоять «Объединённой оппозиции», но порой ветераны приглашали товарищей в клуб общества, чтобы обсудить разногласия.
К концу 1920-х некоторые члены общества были разочарованы: итоги дискуссий не доходили до глав страны. На общем собрании весной 1929 года речь о влиянии больше не шла. Трудами председателя Емельяна Ярославского смысл существования ОСБ свёлся к изучению истории партии, агитации и просвещению. Общество выбрало поддерживаемые государством цели, и это дало результат: выросло финансирование от партии, росло количество отделений и членов. Государственная поддержка породила бюрократию: с ростом аппарата, росло и количество отчётов о работе с отделений и членов.
ОСБ пропагандировало преемственность между истоками партии и политикой Сталина. В 1930-х годах общество выпускало сборники статей и воспоминаний: «Старый большевик», «Бюллетени…», «Информационные листки…». Члены ОСБ читали лекции и доклады на предприятиях, собирали вечера воспоминаний, встречались с молодёжью. Андрей Громыко вспоминал:
Члены общества собирались нечасто, если судить по количеству их собраний, на которых мы, молодые люди, тоже имели возможность присутствовать по пригласительным билетам

## Самоликвидация
После убийства Сергея Кирова в стране начались репрессии против «врагов народа». Они коснулись и ОСБ. На собрании ленинградского отделения общества в январе 1935 года ветеран Быстрова заявила:
Каждого нужно прощупать, может быть, кому-нибудь попадёт и невинному, но иначе поступить нельзя
Незадолго до закрытия ОСБ были арестованы многие старые большевики. 16 мая 1935 года общество самоликвидировалась по указу руководства партии. Причина: выполнение всех задач. В годы «Большого террора» государство репрессировало многих бывших членов ОСБ.